# Leptobrama
Leptobrama là chi cá duy nhất trong họ Leptobramidae, được tìm thấy ở tây nam Thái Bình Dương và Ấn Độ Dương.

## Từ nguyên
Leptobrama: Từ tiếng Hy Lạp λεπτός (leptós = mỏng, thanh mảnh) và tiếng Pháp brème = cá vền.

## Phân loại
Leptobrama từng có thời được xếp trong họ Pempheridae, nhưng hiện tại được công nhận như một họ tách rời. Họ này theo truyền thống xếp trong bộ Perciformes, nhưng gần đây được xếp ở vị trí không chắc chắn (incertae sedis) trong loạt Carangaria.

## Phân bố
Chi Leptobrama phân bố ở vùng biển miền nam New Guinea và miền bắc Australia (Queensland, Western Australia), nhưng cũng tiến vào vùng nước lợ và nước ngọt cửa sông.

## Đặc điểm
Đặc điểm là có đầu ngắn; miệng to, với chóp phía sau của hàm trên kéo dài vượt qua mức của mép sau của mắt; một vây lưng duy nhất với 4 tia gai mọc sát nhau, theo chiều thẳng đứng bắt nguồn từ phía sau gốc vây hậu môn; vây hậu môn dài với 3 tia gai; vây ngực ngắn, không dài đến hậu môn; vảy lược nhỏ, kết dính chắc chắn.

## Các loài
Hiện tại người ta công nhận 2 loài trong chi này:
- Leptobrama muelleri Steindachner, 1878 (Spot-fin beachsalmon)
- Leptobrama pectoralis (E. P. Ramsay & J. D. Ogilby, 1887) (Long-fin beachsalmon)[3]